# Germán Borda
Germán Borda (1935, Bogotá) es un  compositor, escritor, crítico, profesor y comentarista musical colombiano.

## Vida
Realizó estudios con Alfred Uhl en la Universidad de música de Viena y se graduó en 1968 en teoría y composición. En 1968 se vinculó a la Universidad de los Andes en Bogotá como profesor de Historia de la Música y apreciación musical, y del Conservatorio Nacional de Música, Forma y Análisis. Continuó realizando cursos de posgrado con Uhl en 1970.
A partir de 1975 actuó en los medios de comunicación con programas en la emisora H.J.C.K El Mundo en Bogotá; crítico y comentarista del periódico “El Tiempo” de Bogotá. Más tarde en la televisión, canal 3 de Inravisión con “La Historia de la Música” 1975, y también “La Música y su Mundo” 1982.
Ha tenido una serie de premios y distinciones a lo largo de su carrera, entre los cuales se destacan el premio "Pegaso de Plata", de la sociedad Arte de la Música en 1979 (Espacios, obra para cuerdas) y mención de honor en el concurso de Colcultura por sus seis microestructuras para piano en 1979.
En 1992, en el periódico El Tiempo, se dijo de él: "No se trata solamente de poner la nota adecuda en el sitio correcto para que suene bien. Eso es simple composición. Y él quiere mucho más: sentirse creador. Lo embriaga un poco saber que tiene el poder suficiente para producir nuevas ideas y con ellas fabricar música, y si va un poco más allá, textos. Y para lograrlo, no requiere de musas ni de falsas corazonadas. Su inspiración viene del trabajo y la disciplina que se ha impuesto para ser uno de los compositores o creadores para que se sienta mejor de música culta más reconocidos de Colombia".
En el 2001 publicó su primera novela a la que siguen numerosas obras literarias de varios géneros.

## Obras musicales
- 1972, Estático y Movimiento orquesta de cuerdas
- 1974, Espacial para nueve cobres
- 1978, Introducción y allegro americano percusiones
- 1979, Cuatro microestructuras violín y piano
- 1980, Introducción y tempo di Toccata
- 1985, Ciudad Perdida para cuarteto de vientos
- 1985, “Del Olvido” Cuarteto de cuerdas.
- 1985, “Del origen de los tiempos” Cuarteto de cuerdas
- 1984, Macroestructura orquesta de cuerdas
- 1968, Orquestal 1 y Orquestal 2
- 2010, Concierto oboe y orquesta
- 2011, Concierto Fagot y orquesta
- 2013, Orquestal en tres movimientos
- 2012, Caballeliana para gran orquesta
- 2013, Concierto flauta y orquesta
- 2013, Concierto piano y orquesta
- 2014, Concierto Trombón y orquesta

## Obras

### Novelas
- 2001, Visiones de Peralonso, niño descubridor de América
- 2005, La maraña de la manigua
- 2006, El enigma de dreida
- 2010, La bitácora del tiempo
- 2015, Siglo xxv
- 2012, Aura
- 2012, Alvar el profeta
- 2019, Quimera
- 2012, El visitante de Jasonville

### Teatro
- 2010, Las seis en punto. El homenaje. Él.

### Cuentos
- El Compositor no tiene quien le toque y otros cuentos.
- 2011, La Clonación y otros cuentos.
- El Entierro de Vélez y otros cuentos.

### Poesía
- 2007, Poseie.
- Las Mujeres y la Ciudad Gris.
- Las Marionetas.
- Círculos, la memoria de la remembranza.

### Ensayos
- Vida e historia del navegante y descubridor, Pedro Alonso Niño.
- Pedro Alonso Niño, inspirador literario.